# Firenze Open 2022 - Qualificazioni singolare
Le qualificazioni del singolare del Firenze Open 2022 sono state un torneo di tennis preliminare per accedere alla fase finale della manifestazione. I vincitori dell'ultimo turno sono entrati di diritto nel tabellone principale. In caso di ritiro di uno o più giocatori aventi diritto, sono subentrati i lucky loser, ossia i giocatori che hanno perso nell'ultimo turno e che avevano una classifica più alta rispetto agli altri partecipanti che avevano perso nel turno finale.

## Teste di serie
1. Roman Safiullin (primo turno)
2. Mikael Ymer (qualificato)
3. Tim van Rijthoven (qualificato)
4. Zhang Zhizhen (ultimo turno, lucky loser)

1. Flavio Cobolli (qualificato)
2. Damir Džumhur (primo turno)
3. Borna Gojo (ultimo turno)
4. Andrea Vavassori (ultimo turno)

## Qualificati
1. Altuğ Çelikbilek
2. Mikael Ymer

1. Tim van Rijthoven
2. Flavio Cobolli

### Lucky loser
1. Zhang Zhizhen

## Tabellone

### Sezione 1
|  | Primo turno | Primo turno      | Primo turno      | Primo turno | Primo turno |  |  | Ultimo turno | Ultimo turno     | Ultimo turno     | Ultimo turno | Ultimo turno |  |
|  |             |                  |                  |             |             |  |  |              |                  |                  |              |              |  |
|  | 1           | Roman Safiullin  | Roman Safiullin  | 64          | 1           |  |  |              |                  |                  |              |              |  |
|  |             | Altuğ Çelikbilek | Altuğ Çelikbilek | 7           | 6           |  |  |              | Altuğ Çelikbilek | Altuğ Çelikbilek | 6            | 6            |  |
|  |             | Nino Serdarušić  | 62               | 6           | 3           |  |  | 8            | Andrea Vavassori | Andrea Vavassori | 1            | 4            |  |
|  | 8           | Andrea Vavassori | 7                | 4           | 6           |  |  |              |                  |                  |              |              |  |

### Sezione 2
|  | Primo turno | Primo turno   | Primo turno   | Primo turno | Primo turno |  |  | Ultimo turno | Ultimo turno | Ultimo turno | Ultimo turno | Ultimo turno |  |
|  |             |               |               |             |             |  |  |              |              |              |              |              |  |
|  | 2           | Mikael Ymer   | Mikael Ymer   | 7           | 6           |  |  |              |              |              |              |              |  |
|  |             | Andreas Seppi | Andreas Seppi | 5           | 3           |  |  | 2            | Mikael Ymer  | 4            | 6            | 6            |  |
|  |             | Marius Copil  | 3             | 7           | 62          |  |  | 7            | Borna Gojo   | 6            | 4            | 4            |  |
|  | 7           | Borna Gojo    | 6             | 65          | 7           |  |  |              |              |              |              |              |  |

### Sezione 3
|  | Primo turno | Primo turno       | Primo turno       | Primo turno | Primo turno |  |  | Ultimo turno | Ultimo turno      | Ultimo turno      | Ultimo turno | Ultimo turno |  |
|  |             |                   |                   |             |             |  |  |              |                   |                   |              |              |  |
|  | 3           | Tim van Rijthoven | Tim van Rijthoven | 6           | 6           |  |  |              |                   |                   |              |              |  |
|  |             | Aziz Dougaz       | Aziz Dougaz       | 4           | 4           |  |  | 3            | Tim van Rijthoven | Tim van Rijthoven | 6            | 7            |  |
|  | WC          | Gianmarco Ferrari | 6                 | 6           | 6           |  |  | WC           | Gianmarco Ferrari | Gianmarco Ferrari | 4            | 62           |  |
|  | 6           | Damir Džumhur     | 4                 | 7           | 0           |  |  |              |                   |                   |              |              |  |

### Sezione 4
|  | Primo turno | Primo turno       | Primo turno       | Primo turno | Primo turno |  |  | Ultimo turno | Ultimo turno   | Ultimo turno   | Ultimo turno | Ultimo turno |  |
|  |             |                   |                   |             |             |  |  |              |                |                |              |              |  |
|  | 4           | Zhang Zhizhen     | Zhang Zhizhen     | 6           | 6           |  |  |              |                |                |              |              |  |
|  | WC          | Jacopo Berrettini | Jacopo Berrettini | 4           | 2           |  |  | 4            | Zhang Zhizhen  | Zhang Zhizhen  | 4            | 3            |  |
|  |             | Lucas Miedler     | Lucas Miedler     | 4           | 65          |  |  | 5            | Flavio Cobolli | Flavio Cobolli | 6            | 6            |  |
|  | 5           | Flavio Cobolli    | Flavio Cobolli    | 6           | 7           |  |  |              |                |                |              |              |  |